# Strategie a taktika ve hře go
Desková hra go (碁) má přes jednoduchost pravidel hlubokou strategii. Profesionální hráči v Japonsku věnují celý život jejímu studiu, aby dosáhli zvýšení úrovně své hry.
Základními prvky strategie v go je život a smrt, střih a spojení, útok a obrana, vliv vs. území, boj o kó apod. Hráč musí volit své tahy s přihlédnutím k protichůdným zájmům, například kladení kamenů v zahájení daleko od sebe si hráč vytyčí větší území, ale o to menší má jistotu, že toto území uhájí proti invazím. Kladení kamenů na třetí linii lépe zabezpečí území při kraji, ale dává menší výhodu (vliv) pro pozdější boj v centru, než hra na čtvrtou linii.

## Život a smrt

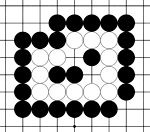
Situace seki

Skupina je nazvána živá, pokud může zabránit svému zajetí, a mrtvá, pokud ji soupeř může zajmout. Skupina je obvykle živá, právě když má dvě oči (prázdné průsečíky uvnitř sebe, které spolu nesousedí). Z tohoto pravidla existují tyto výjimky:
- K životu nepomůže falešné oko, které soupeř může donutit k vyplnění
- Naopak skupina může žít i bez dvou očí, a to v případě seki (セキ), což je název pro situaci, kdy se dvě skupiny navzájem ohrožují, ale žádný hráč nemůže provést v tomto místě tah, protože jeho skupina by byla zajata. V tomto případě jsou obě skupiny živé.

Schopnost správně určit, zda je skupina (vlastní či soupeřova) živá či mrtvá, se nazývá propočet a patří mezi nejdůležitější dovednosti v go. Hráč ji může trénovat tzv. problémech, což je diagram pozice ze hry (často jen části desky) s otázkou například "Kam zahraje černý, aby zajal bílou skupinu?", "Může černý zajmout bílou skupinu?", popřípadě "Kam zahraje bílý, aby žil nejvýhodnějším možným způsobem?".
Propočet je důležitý nejen proto, aby hráč věděl kam zahrát (např. aby zachránil svoji skupinu), ale také zda je nějaký tah vůbec nutný. Například pokud bílý zahraje blízko černé skupiny, pak by černý měl určit, zda bude jeho skupina živá, i když on zahraje jinam. Je obvykle chyba provést zbytečný obranný tah, protože bylo možné jej investovat lépe v jiné části desky. Opačná chyba ovšem způsobí, že bílý skupinu zajme.
Základní techniky pro zajetí soupeřových kamenů jsou mj. schody, hnízda, dvojité atari, zpětné braní a tesudži (手筋). Schody je označení pro situaci, kdy jeden hráč (např. černý) svým tahem sníží počet svobod bílé skupině na jednu, bílý počet svobod zvýší na dvě, černý jej opět sníží atd. Bílý bude nevyhnutelně zajat, pokud narazí na okraj desky nebo černý kámen; naopak bílý kámen mu pomůže k přežití. Ten z hráčů, který schody prohraje, by se neměl pokoušet je zachraňovat, protože tím naopak zvýší svoji ztrátu (např. pokud bílá skupina unikne, může ihned sebrat některé z černých kamenů.)

## Boj o kó
Kó (劫)

je označení jednoho z pravidel a také označení situace, kdy hráči cyklicky bojují o dva průsečíky ve snaze obsadit oba. Někdy na výsledku kó může záviset život velké skupiny.
Boj o kó probíhá tak, že hráč položí kámen na jeden z těchto průsečíků a tím zajme soupeřův kámen na druhém z nich. Pravidlo kó druhému hráči zakazuje ihned sebrat ten kámen zpět, proto zahraje hrozbu na kó - tah, na který soupeř nutně musí odpovědět. Soupeř na ni odpoví a hráč poté již onen tah smí provést. Nyní je to soupeř, komu pravidlo kó zakazuje ihned kámen sebrat, proto i on musí zahrát hrozbu na kó a doufat, že soupeř na ni odpoví.
Dříve či později dojde k tomu, že hráč již nemá dostatečně účinné hrozby. Soupeř proto jeho hrozbu ignoruje a rozhodne kó definitivně ve svůj prospěch (nejčastěji tím, že vyplní zbylý ze dvou průsečíků, na nichž boj o kó probíhal). Druhý hráč provede svoji hrozbu (například zajetí kamenů jinde na desce) a tím získá částečnou kompenzaci za to, že kó nevyhrál.
Silní hráči proto volí své tahy s přihlédnutím k tomu, aby vzniklo co nejméně hrozeb, které by soupeř mohl později použít.
Složitější případy kó
- Tisícileté kó je kó, u kterého hráč získá nevýhodu, pokud boj o kó zahájí. Takové kó zůstává obvykle na desce dlouhou část partie (obrazně: tisíc let, odtud název), aniž by do něj někdo hrál.
- Dvoukrokové kó - situace, kdy jeden z hráčů (např. bílý) může dosáhnout zisku (například zajmout skupinu) jen tak, že vyhraje první kó a potom ještě druhé, které vznikne po vítězství v tom prvním.
- Dvojité kó - situace, kdy jeden z hráčů (např. bílý) má výhodu, že když černý vezme jedno kó, bílý ihned vezme druhé a nemusí na to spotřebovat hrozbu. Pokud to bude bílý důsledně dělat, černý toto kó nemůže vyhrát. Černý tím ovšem získá nekonečnou zásobu kó-hrozeb, které může použít, když se vyskytne kó jinde na desce; tyto hrozby spočívají v tom, že černý vezme jedno kó ve dvojitém kó a bílý ihned musí vzít druhé kó ve dvojitém kó. Proto černý vyhraje každé kó jinde na desce, které není tak významné, aby bílý kvůli němu byl ochoten obětovat svoji skupinu, která žije přes zmíněné dvojité kó.
- Trojité kó je příkladem situace, kdy se pozice na desce cyklicky opakují do nekonečna. Pokud jeden z hráčů tento cyklus neukončí tím, že se vzdá boje o tuto část desky, pak se hra podle tradičních pravidel zruší bez výsledku (existují ale i pravidla, která zakazují jakékoli opakování pozice).

## Fáze partie
- Zahájení - jde o první fázi, kdy je na desce mnoho neobsazeného území a hráči je spíše zabírají, než aby bojovali se soupeřovými kameny. Obvykle se provádí tahy hlavně při krajích desky.

- Střední hra nastává tehdy, když již hráči nemají tahy, kterými by obsadili volné území, a proto začínají bojovat se soupeřovými kameny. Boj se přesouvá i do středu desky. Této fázi dominuje útok a obrana, tedy snaha zajmout soupeřovy skupiny (nebo alespoň útokem na ně dosáhnout nějaké výhody, viz níže Slabé skupiny).

- Koncovka začíná tehdy, když se boj zklidní a o všech velkých skupinách je rozhodnuto, zda jsou živé či mrtvé. Výrazně poklesne zisk, který hráč může získat jedním tahem. Protože velké tahy jsou již vyčerpány, hráčům zbývají jen drobnosti jako např. malé zmenšení soupeřova území. I tyto tahy však nakonec mohou ovlivnit vítěze hry.

## Základní techniky
- Střih a spojení - dvě hráčovy skupiny jsou takticky spojené, pokud mu soupeř nemůže zabránit v jejich spojení do jedné skupiny. Střih je tah, který nějakým soupeřovým skupinám odejme výhodu taktického spojení. Výhoda spojení spočívá v tom, že jednu větší skupinu je výrazně obtížnější zajmout, než dvě menší skupiny, jejichž spojením by vznikla ta větší skupina.

- Tahy s více účely - dobré jsou obvykle ty tahy, které přináší vícenásobný prospěch - například tah, který posílí hráčovu skupinu a zároveň zredukuje území soupeři.

- Tvar - určité uspořádání kamenů je efektivní nebo naopak neefektivní. Dobrý tvar dokáže pomocí málo kamenů získat hodně (například prostor pro oči).

- Sente (先手) a gote (後手) - hráč má sente, pokud je po vynucené posloupnosti tahů prvním hráčem, který si může dovolit opustit lokální boje a zahrát na jinou část desky. Tah je sente, pokud po jeho zahrání hráč má sente, jinak je tah nazýván gote.

Hráč, který je na tahu (např. bílý), by měl preferovat tahy, které jsou sente. Každý takový tah mu přinese určitý (malý) zisk a navíc na něj černý musí odpovědět, jinak by utrpěl výraznou ztrátu. Bílý se tím snaží dosáhnout toho, že černý bude poslušně odpovídat a bílý se dostane k mnoha tahům, z nichž každý mu přinese určitý (malý) zisk. Aby tomu černý zabránil, tak (pokud má tu možnost) tah bílého ignoruje a zahraje tah, který mu přinese zisk a na který bílý musí nutně odpovědět.
- Joseki[4] 定石 (džóseki) je posloupnost tahů, kterou profesionálové označili za posloupnost nejlepších tahů v dané lokální situaci (tedy bez ohledu na ostatní části desky). Existují desítky tisíc džóseki; nejčastěji se týkají boje o roh, protože to je situace, která se vyskytuje v každé partii. Studium džóseki pomůže hráči k hlubšímu vhledu do hry; důležité není se je naučit nazpaměť, ale pochopit účel každého tahu.

V mnoha situacích je více než jeden správný tah, a tedy více než jedna pokračující džóseki. Hráč pak musí zvolit správnou z nich podle celkové situace na desce.

## Strategie v go
- Rohy, pak strany, pak střed - obklíčit území je v rozích mnohem snazší, než při okraji a zejména než ve středu desky. Proto se bojuje přednostně o rohy a strany, dokud tam lze získat nějaké území.

- Vliv - je dobré pokládat kameny tak, aby ovlivňovaly co největší území a přinesly tím hráči výhodu v pozdějším boji. Čím více hráčových (a méně soupeřových) kamenů je v blízkosti určitého místa, tím snazší je zachránit svoje kameny a zajmout soupeřovy. I nejsilnější profesionálové se liší v tom, že někteří preferují styl hry zaměřený na získání vlivu a jiní na získání území. (Jelikož skóre je definováno pomocí území, vliv je hráči užitečný pouze tehdy, pokud jej dokáže během hry využít k získání území.)

- Slabé skupiny - takto jsou označovány skupiny, na které soupeř může útočit, tedy získat výhodu tím, že je ohrožuje. Zatímco slabá skupina odpovídá tahy, které ji udržují při životě, soupeř svými tahy zároveň skupinu ohrožuje a zároveň získává nějakou další výhodu, například vliv.

- Invaze - pokud si např. černý ohraničil část desky, bílý se může pokusit o invazi, tedy zahrát tam kámen, který pak rozvine v živou skupinu, aby černému výrazně zmenšil území. Útok na bílé kameny obvykle skončí tak, že bílý žije a černý má kolem něho zeď, která mu dává výraznou výhodu (vliv) pro pozdější okolní boje (černý tedy dostává kompenzaci za invazi). Oblast může být nazvána územím nějakého hráče, jen pokud tam již nelze úspěšně povést invazi, jinak jde pouze o potenciální území.
  - Je důležité neprovádět invazi příliš brzy, protože z počátku hry, dokud je deska téměř prázdná, má zmíněná zeď mnohem větší účinek. Na druhou stranu je-li invaze odkládána, soupeř jí může zabránit vhodným tahem do dotyčné oblasti.
  - Některé strategie záměrně obklíčí velké potenciální území (oč je větší, o to méně je zabezpečené proti invazím); soupeř musí provést invaze, nechce-li hráči toto veliké území nechat, a hráč pak těží z vlivu, který dostal jako kompenzaci za invaze.

- Bezpečná vs. riskantní hra – pokud hráč vede (tj. lze očekávat, že vyhraje), měl by volit spíše tahy s předvídatelným výsledkem než zahajovat riskantní boje s těžko odhadnutelným koncem, kterými může hodně získat anebo hodně ztratit. Naopak pokud hráč prohrává, jsou takové tahy jeho jedinou nadějí.

- Solidní vs. trikové tahy - trikový tah je tah, který spoléhá na to, že soupeř přehlédne správnou odpověď. Tímto tahem hráč (například bílý) hodně získá, pokud černý přehlédne správnou odpověď; pokud ji však nepřehlédne, způsobí bílému velkou ztrátu. Používat trikové tahy proti rovnocennému soupeři se silně nedoporučuje, zatímco slabšího hráče lze s trikovými tahy porazit s větším handicapem než bez nich.